# Fondation Dermatite Atopique
Fondation Dermatite Atopique – francuska fundacja o zasięgu europejskim z siedzibą w Tuluzie, zajmująca się problematyką atopowego zapalenia skóry (AZS). 
Założona w 2004 fundacja finansuje i wspiera prace badawcze i badania kliniczne nad AZS, projektuje i wprowadza w życie akcje pedagogiczne adresowane do dzieci chorych na ATP, tworzy, edytuje i rozpowszechnia nośniki informacji związane z chorobą, a adresowane do lekarzy praktyków, rodziców i dzieci, a także wspiera wszelkie akcje naukowe i medialne mające na celu poznanie choroby, metod jej zwalczania oraz życia codziennego chorych i ich rodzin.
Do rady naukowej fundacji należą profesorowie: Carle Paul, Jean-François Nicolas i Jean-François Stalder. Do rady administracyjnej należą natomiast profesorowie: Yves de Prost, François Bernard Michel oraz Jean Revuz.